# Вэнь Цзябао
Вэнь Цзяба́о (кит. трад. 溫家寶, упр. 温家宝, пиньинь Wēn Jiābǎo; род. 15 сентября 1942[…], Тяньцзинь, Режим Ван Цзинвэя) — китайский государственный деятель, с 16 марта 2003 по 15 марта 2013 года премьер Госсовета Китайской Народной Республики, член ПК ПБ ЦК КПК. Секретарь ЦК КПК (14-15 созывов, кандидат 13 созыва). Вместе с Ху Цзиньтао его относят к четвёртому поколению руководителей Коммунистической партии Китая.

## Биография
Родился в г. Тяньцзинь (на территории современного района Бэйчэнь) в семье сельских учителей.
С 1960 по 1965 год учился на первом геолого-минералогическом факультете Пекинского геологического института по специальности «инженер-геолог». После выпуска продолжал образование в аспирантуре по специальности «геологическое строение Земли», окончил её в 1968 году. В апреле 1965 года вступил в Коммунистическую партию Китая.
В 1968 году на волне «культурной революции» Вэнь был отправлен в отсталую провинцию Ганьсу, где проработал четырнадцать лет. С 1968 по 1978 год был техническим сотрудником и политорганизатором бригады геомехаников геологического управления провинции, начальником политотдела бригады, занимался исследовательской работой в области геологии. С 1978 по 1979 год был членом бюро парткома и заместителем начальника бригады, затем до 1981 года — заместителем заведующего отделом и инженером геологического управления Ганьсу.
В этот период усердие и способности Вэня привлекли внимание Сун Пина — тогдашнего руководителя Ганьсу, вошедшего впоследствии в высшую элиту КПК. Покровительство Суна называли одной из движущих сил последующей карьеры Вэня в партии. С 1981 по 1982 год Вэнь был заместителем начальника геологического управления Ганьсу, а в 1982 году провинцию с инспекцией посетил министр геологии и ископаемых ресурсов КНР, которого Вэнь впечатлил высоким уровнем профессионализма. Министр назвал Вэня «ходячей картой полезных ископаемых Ганьсу» и вызвал на работу в Пекин.
С 1982 года Вэнь занимал должность руководителя и члена партийной группы Центра по изучению политики и законодательства при Министерстве геологии и ископаемых ресурсов КНР, а с 1983 года был заместителем министра, членом и заместителем секретаря партийной группы министерства.
В то время Дэн Сяопин, фактический руководитель Китая, искал перспективные кадры молодых профессионалов, и это дало толчок для партийной карьеры Вэня. Пройдя непродолжительную подготовку в Партийной школе при ЦК КПК, он с 1985 года занимал пост заместителя начальника, а с 1986 года — начальника Канцелярии ЦК КПК. На этом посту Вэнь отвечал за составление повестки дня для заседаний партийного руководства и регулировал циркуляцию внутренних документов.
За время его работы во главе Канцелярии ЦК успели смениться три генеральных секретаря КПК — Ху Яобан, Чжао Цзыян и Цзян Цзэминь, и Вэнь завоевал славу мастера «выживания в пору политических катастроф». Когда либерально настроенный Ху Яобан подвергся опале и был отстранён от власти за «идеологическую расхлябанность», Вэнь выступил с публичной самокритикой, но не «бросил камень в того, кто упал в колодец». Этот жест был оценен по достоинству, и глава Канцелярии ЦК продолжил работу при Чжао Цзыяне. С 1987 года Вэнь был членом ЦК, кандидатом в члены Секретариата ЦК, секретарём Рабочего комитета по делам учреждений прямого подчинения ЦК.
В 1989 году, в разгар студенческих волнений в Пекине, Вэнь вместе с Чжао Цзыяном пришёл к манифестантам на площади Тяньаньмэнь. На известной фотографии во время встречи со студентами Чжао запечатлён вместе с Вэнем. За излишне либеральное отношение к студентам Чжао был смещён и отправлен под домашний арест, но Вэнь вновь избежал краха карьеры. Достоверно не известно, как ему это удалось, но, по некоторым данным, перед походом на площадь Вэнь предусмотрительно связался с премьером Государственного совета Ли Пэном, который впоследствии отвечал за силовое подавление манифестаций, и тот разрешил главе Канцелярии ЦК сопровождать генсека.
Так или иначе, Цзян Цзэминь, преемник Чжао, не только оставил Вэня на прежнем посту, но и стал постепенно продвигать его по служебной лестнице. В октябре 1992 года Вэнь вошёл в секретариат ЦК и стал кандидатом в члены Политбюро. Пост главы канцелярии ЦК он занимал до 1993 года. Затем на протяжении четырёх лет оставался членом секретариата ЦК КПК и кандидатом в члены Политбюро. В 1997 году Вэнь вошёл в состав Политбюро. В марте 1998 года стал вице-премьером Госсовета КНР, членом партийной группы Госсовета, а с июня того же года — секретарем Центрального рабочего комитета по делам финансов.
На посту вице-премьера Вэнь курировал ряд ключевых направлений государственной политики: сельское хозяйство, финансы, научно-техническую сферу, реструктуризацию государственных предприятий, кампанию по борьбе с бедностью, охрану окружающей среды. В 1998 году, когда в результате сильнейшего наводнения в Китае погибло более трёх с половиной тысяч человек, он возглавлял штаб по ликвидации последствий стихийного бедствия.
Наиболее сложными участками работы Вэня считались модернизация сельского хозяйства и реформа финансовой сферы. В области сельского хозяйства он проводил курс на облегчение налогового бремени, добивался предоставления крестьянам долговременных прав на владение земельной собственностью и разрешений на выращивание ценных плодово-овощных культур. Деятельность вице-премьера в финансовой области вызывала значительную критику, поскольку он воздерживался от решительных и жёстких шагов, в частности, в отношении государственных компаний не выплачивающих проценты по правительственным займам.
В 2002 году на шестнадцатом съезде КПК Вэнь был избран в состав постоянного комитета Политбюро ЦК. На 2003 год была запланирована отставка действующего премьера Госсовета Чжу Жунцзи, и Вэнь считался его наиболее вероятным преемником.
В марте 2003 года на сессии Всекитайского собрания народных представителей состоялась отставка председателя КНР Цзян Цзэминя, председателя постоянного комитета ВСНП Ли Пэна и премьера Госсовета Чжу Жунци. Пост председателя республики занял Ху Цзиньтао, лидер «четвёртого поколения» китайских руководителей, ранее возглавивший КПК, Ли Пэна сменил У Банго, а Вэнь стал премьером и секретарём партийной группы Госсовета КНР.
В октябре 2007 года на семнадцатом съезде КПК Вэнь был переизбран на пост главы Госсовета. В марте 2008 года он был утверждён на этом посту на 1-й сессии ВСНП 11-го созыва.

## Премьер Госсовета КНР
Рассматривая неясные на тот момент перспективы работы нового правительства, наблюдатели отмечали, что представителям «четвертого поколения» потребуется время на консолидацию власти и достижение независимости от прежнего руководства: бывший председатель Цзян продолжал сохранять в Пекине большое влияние.
С приходом Вэня на пост главы правительства наблюдатели полагали, что он не только продолжит курс предшественника на реформирование экономики и интеграцию в мировой рынок, но и, хорошо зная трудности отсталых районов страны, будет делать акцент на сокращение разрыва между процветающими приморскими и бедными западными регионами Китая. Общаясь с журналистами после вступления на пост премьера, Вэнь всячески подчеркивал свою близость к народу: он рассказал о своем происхождении, долгой работе по специальности в полевых условиях, хорошем знании жизни в стране. По словам Вэня, на протяжении своей он карьеры успел побывать в 1800 из 2500 китайских уездов.
При Вэне были провозглашены новые принципы развития экономики. Если прежде акцент делался на достижение экономического роста любой ценой, то Вэнь стал подчеркивать необходимость более равномерного распределения доходов, уделяя большое внимание развитию здравоохранения и образования. Благодаря социально ориентированной политике Вэнь стал популярен. Кроме того, за ним закрепился образ «человека из народа». Как и Ху Цзиньтао, Вэнь неизменно старался продемонстрировать свою близость к народу на практике, общаясь с рабочими и крестьянами и лично выслушивая их пожелания.
Говоря о достижениях китайской экономики, Вэнь подчеркивал, что Китай по сути остаётся развивающейся страной, которая нуждается в серьёзной экономической модернизации. Он предостерегал об опасности «перегрева» экономики, резких подъёмов и спадов экономического роста, говорил о необходимости усовершенствования стандартов производства и обеспечении необходимой инфраструктуры. При этом Вэнь изначально считался убеждённым приверженцем либеральных экономических реформ, в большей степени чем Ху, и подтвердил это на практике. Когда консервативное крыло КПК ратовало за замедление темпа экономических реформ, в частности отказ от продажи государственных активов, Вэнь недвусмысленно заявлял, что реформы будут продолжены.
Что касается перспектив реформы общественно-политической системы КНР, Вэнь не отклонялся от генеральной линии партии, которая заключалась в достаточно жёстких мерах по контролю над обществом и защите существующего строя. В 2003 году в интервью газете «The Washington Post» Вэнь заявил, что экономические реформы должны непременно сопровождаться реформами политической системы, но руководство Компартии является неотъемлемой частью китайской модели политической модернизации.
По ключевому для китайской политике вопросу Тайваня Вэнь занимал довольно жесткую позицию. «Китай не хочет зарубежного вмешательства, но мы его не боимся», — говорил премьер. Вместе с тем, Вэнь подчеркивал необходимость мирного пути развития страны, который называл «естественным выбором Китая». На пресс-конференции в марте 2007 года, приуроченной к очередной сессии ВСНП, Вэнь заявил, что, несмотря на растущий экономический и военный потенциал Китая, страна главным образом стремится к преодолению трудностей внутреннего развития, а не к переделу мирового порядка и глобальному доминированию.
В отличие от Ху Цзиньтао, Вэнь демонстрировал открытость и готовность к общению с прессой. Он проводил открытые пресс-конференции для зарубежных журналистов, где выслушивал вопросы на «неудобные» темы: нарушения прав человека, независимость Тайваня, тибетский сепаратизм. Вэнь стал одним из первых официальных лиц, открыто заговорившим о распространении в КНР вируса СПИДа. В 2004 году он совершил поездку, в ходе которой посетил несколько китайских сёл, где большинство жителей были ВИЧ-инфицированными.
В феврале 2009 года в интервью заявил, что борьба с коррупцией является наиболее важным для решения системным вопросом; в связи с чем Китай должен решить проблему чрезмерной концентрации власти, нужно установить соответствующие ограничения, что позволит предотвратить распространение коррупции.
В августе 2010 года заявил, что «без политических реформ Китай может растерять то, чего он добился путём экономических преобразований».
26 октября 2012 года в газете «New York Times» была опубликована статья в которой на основе данных находящихся в открытом доступе утверждалось, что члены семьи китайского премьера сконцентрировали в своих руках активы на общую сумму 2,7 млрд долларов. Причём речь в статье шла не о самом премьере, а о его родственниках, в частности, жене Чжан Бэйли. О самом же Вэнь Цзябао отмечалось что он в свою очередь неодобрительно относился к бизнес-активности родственников и в 2007 году, по данным сайта Wikileaks, якобы даже намеревался развестись с женой. Представители Вэнь Цзябао выступили с опровержением статьи, официальный представитель МИД КНР заявил, что она «преследует низменные цели». По одной из версий, опубликование данного компромата, подобно похожей летней того же года статьи агентства Bloomberg о Си Цзиньпине — имело происхождение от сторонников скандально поверженного весной 2012 года члена Политбюро Бо Силая.
Свой последний зарубежный визит в должности премьера Госсовета Китая Вэнь Цзябао совершил в Россию в декабре 2012 года, «это имеет большое символичное значение» — отмечал он.

## Семья
Вэнь женат. Со своей супругой Чжан Бэйли он познакомился во время работы в провинции Ганьсу. Впоследствии жена Вэня занимала пост заместителя директора китайского Национального центра по оценке драгоценных камней.
У супругов двое детей. Сын Вэнь Юньсун работает в Пекине — управляет крупной компанией Unihub, занимающейся информационными технологиями. Дочь Вэнь Жучунь работает в финансовой сфере — занимается венчурными инвестициями, привлекая средства китайских и иностранных компаний. Её муж — Лю Чуньхан.

## Личные качества
Наблюдатели отмечали разницу в характерах Чжу Жунцзи и Вэнь Цзябао. Первый отличался прямолинейностью, резкостью в суждениях, строгостью к подчиненным, готовностью пойти на риск. Вэнь, напротив, избегал импровизаций, был сдержан, консервативен. По мнению некоторых наблюдателей, ему недоставало твердости характера и харизмы. Тем не менее, именно Вэня действующий премьер рекомендовал на своё место и характеризовал так: «Истинный лидер, готовый брать на себя ответственность, быстро схватывает суть дела, серьезно относится даже к мелочам, видит проблему в перспективе».
За время работы в высшем эшелоне власти КНР Вэнь приобрел репутацию «трудолюбивого реформатора», технократа, прагматика. Учитывая его опыт в высшем руководстве страны, некоторые наблюдатели называли премьере Госсовета в числе вероятных будущих преемников Ху Цзиньтао на посту генсека КПК.
СМИ отмечают скромность, проявляемую им в одежде, обращая внимание на то, что на протяжении десяти лет он появляется в одном и том же зелёном пальто.